# Luigi Cadorna
Luigi Cadorna (født 4. september 1850, død 21. december 1928) var en militær leder og generalstabschef for den italienske hær under 1. verdenskrig i årene fra 1914 til 1917, da han blev afskediget til fordel for Armando Diaz efter det katastrofale slag ved Caporetto. Cadorna opnåede rangen som løjtnant i 1868 og fik hurtigt sin ilddåb i slaget om Rom i 1870. Herefter steg den unge Cadorna støt i rang, indtil han blev generalstabschef for den italienske hær i juli 1914, da hans forgænger Alberto Pollo pludseligt og uventet døde. Dermed stod Cadorna i spidsen for det italienske militær ved Italiens indtræden i 1. verdenskrig i maj 1915, hvor Cadorna fik kommandoen for Italiens primære front i krigen, nemlig den Italienske Front, der strakte sig langs den italiensk-østrigske grænse fra Dolomitterne i vest til Isonzo-flodens (i dag Soča-flodens) udmunding i Adriaterhavet. Selvom Cadorna nød tidlige sejre i 1915 og 1916 mest grundet den dårlige koordination i de østrig-ungarske offensiver langs fronten, vendte krigslykken for italienerne og Cadorna i 1917, da det Tyske Kejserrige begyndte at sende soldater fra Rumænien og Rusland til Østrig-Ungarns støtte, hvilket resulterede i det afgørende slag ved Caporetto, hvor de samlede tysk-østrigske tropper angreb 25 kilometer ind i Italien bare på den første dag, og hvor selv Venedig var i fare for at blive erobret. Herefter blev Cadorna fyret og erstattet af en af sine største modstandere, Armando Diaz.